# FNSS Pars
FNSS Pars je rodina kolových obrněných transportérů vyráběných tureckou společností FNSS Defence Systems. Vozidla jsou nabízena v konfiguracích 4x4, 6x6 a 8x8.

## Vývoj
Vývoj vozidla začal v roce 2002 na základě návrhu americké společnosti GPV. Vozidla ve verzích 4x4 a 6x6 byly původně určena pro tureckou armádu. Vozidlo na podvozku 8x8 bylo poprvé představeno na zbrojním veletrhu IDEX v Abú Zabí v roce 2005.

## Design
Obrněnec je schopný přepravit 6 – 14 osob, záleží na konfiguraci a daném podvozku. Ve verzi 8x8 sedí velitel a řidič v kabině v přední části vozidla, za nimi se nachází motor a za ním pak přepravní prostor pro výsadek. Integrovaná klimatizace zajišťuje vnitřní teplotu 25 °C.

### Varianty
Krom základní varianty se vyrábí specializované varianty jako velitelské vozidlo, samohybný minomet, vyprošťovací a zdravotnické vozidlo.

### Výzbroj
Pars může být osazen dálkově ovládanou zbraňovou stanicí s 12,7mm kulometem, dělem ráže 30 mm, popřípadě věží SABER s 25mm automatickým dělem M242 a kulometem 7,62 mm. Další možností je přestavba na samohybný minomet o ráži 81 mm/120 mm.

## DefTech AV8
Armáda Malajsie v roce 2010 vyhlásila vítěze tendru na nový obrněný transportér, kterým se stal právě FNSS Pars. Ve výběru porazil MOWAG Piranha švýcarské výroby a Patria AMV finského původu.

## Uživatelé
- Omán – 172 obrněnců ve verzích 6x6 a 8x8; do služby vstoupily v roce 2017, poslední kusy byly dodány o tři roky později.
- Turecko – turecká armáda do své výbroje zavedla neznámý počet transoprtérů v různých konfiguracích.